# 洣水

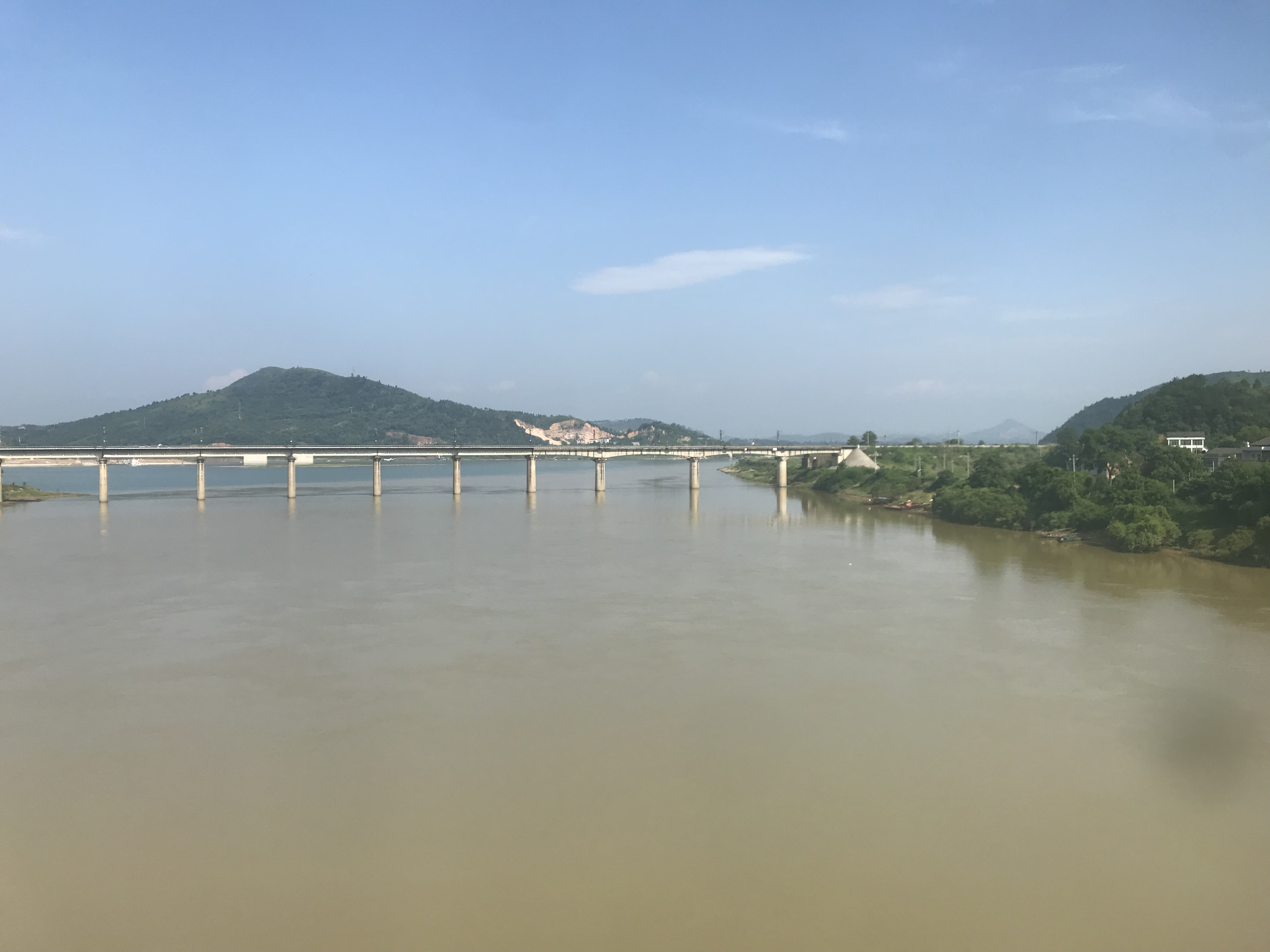
京广上行线洣河特大桥

洣水，又名“洣江”、“泥水”，为湘江东侧一级支流，发源于炎陵县天障冲，流经炎陵县、茶陵县、攸县、衡东县，于衡东汇入湘江。

## 洣水镇
主条目：洣水镇
2015年，经湖南省民政厅同意，原有踏庄乡和珍珠乡两个乡，和城关镇成建制合并设立洣水镇。

## 国家湿地公园
主条目：衡东洣水国家湿地公园
2014年，国家林业局印发《关于同意北京房山长沟泉水等140处湿地开展国家湿地公园试点工作的通知》，批准衡东洣水国家湿地公园开展国家湿地公园试点工作。

## 脚注和参考资料
1. ↑  . 红网综合. 2015年11月18日. （原始内容存档于2018年6月12日）.
2. ↑  . 中国绿色时报. 2015年1月20日. （原始内容存档于2015年5月22日）.

## 延伸阅读
[在维基数据编辑]
 《欽定古今圖書集成·方輿彙編·山川典·洣水部》，出自陈梦雷《古今圖書集成》